# هوردنین
هوردنین (به انگلیسی: Hordenine) یک ترکیب شیمیایی با شناسه پاب‌کم ۶۸۳۱۳ است. 